# Oglesby (Illinois)
Oglesby è un comune degli Stati Uniti d'America, situato in Illinois, nella Contea di LaSalle.